# Карасазкан
Карасазкан (Карасаазкан) — река в России, протекает по Онгудайскому району Республики Алтай. Устье реки находится в 7 км от устья реки Аксагызкан по левому берегу. Длина реки составляет 23 км.

## Притоки
- Айрык (пр)
- Конулуоюк (лв)

## Данные водного реестра
По данным государственного водного реестра России относится к Верхнеобскому бассейновому округу, водохозяйственный участок реки — Катунь, речной подбассейн реки — Бия и Катунь. Речной бассейн реки — (Верхняя) Обь до впадения Иртыша.